# Judith Durot
Judith Durot (* 1963; heimatberechtigt in Eggersriet) ist eine Schweizer Politikerin (Grüne).

## Leben
Judith Durot wuchs in Niederuzwil als Tochter des St. Galler Kantonsrats Basil Durot auf. Von 1990 bis 2020 arbeitete sie als Kindergärtnerin an der Schule Uzwil. Sie ist als Lernbegleiterin für die Basisstufe an der Montessori-Tagesschule SBW Primaria in St. Gallen sowie als Autorin von Kinderliederbüchern tätig. Judith Durot ist Mutter von drei Kindern und lebt in Niederuzwil.

## Politik
Judith Durot rückte 2022 für den zurückgetretenen Guido Wick in den Kantonsrat des Kantons St. Gallen nach. Sie ist seit 2023 Mitglied der Interessengruppe Natur und Umwelt.